# Duque de Clarence
Duque de Clarence é um título de nobreza que tem sido outorgado tradicionalmente a membros mais jovens das Famílias Reais Inglesa e Britânica.
Foi criado pela primeira vez por Eduardo III em 1362 a favor de seu terceiro filho, Leonel de Antuérpia. O título se extinguiu com a morte deste sem deixar descendência masculina, mas foi reabilitado em 1412, a favor de Tomás de Lancastre, segundo filho de Henrique IV, e novamente extinto, por falta de descendentes. Em 1461, o título foi novamente reabilitado, por Henrique VI, a favor de Jorge de Iorque, extinguindo-se mais uma vez por falta de sucessão.
Já no século XVIII, foi criado o título de duque de Clarence e St. Andrews (1789) para o príncipe Guilherme, terceiro filho de Jorge III do Reino Unido. Quando ele sucedeu seu irmão Jorge IV, o ducado foi unido à coroa.
Em 1890, foi criado o título de duque de Clarence e Avondale para o príncipe Alberto Vítor, o filho mais velho do príncipe Alberto Eduardo de Gales, futuro Eduardo VII. Ao morrer sem herdeiros, dois anos depois, o título se extinguiu.
O título ainda foi transformado em condado para o filho da rainha Vitória, o príncipe Leopoldo, e o neto da Rainha Vitória, Príncipe Carlos Eduardo, como um título subsidiário.

## Duques de Clarence
| Duque               | Duque | Nascimento                                       | Casamento              | Morte                                                 |
| ------------------- | ----- | ------------------------------------------------ | ---------------------- | ----------------------------------------------------- |
| Leonel de Antuérpia |       | 29 de novembro de 1338 Antuérpia, Brabante       | Isabel de Burgh 1352   | 7 de outubro de 1368 (29 anos) Alba, Sardenha         |
| Tomás de Lencastre  |       | 1387 Londres, Inglaterra                         | Margarida Holland 1411 | 22 de março de 1421 (34 anos) Anjou, França           |
| Jorge Plantageneta  |       | 21 de outubro de 1449 Castelo de Dublin, Irlanda | Isabel Neville 1469    | 18 de fevereiro de 1478 (28 anos) Londres, Inglaterra |

## Títulos derivados
Conde de Clarence
| Conde                      | Conde | Nascimento                              | Casamento                                       | Morte                                          |
| -------------------------- | ----- | --------------------------------------- | ----------------------------------------------- | ---------------------------------------------- |
| Leopoldo 1881 – 1884       |       | 7 de abril de 1853 Londres, Reino Unido | Helena de Waldeck e Pyrmont 27 de abril de 1882 | 28 de março de 1884 (30 anos) Cannes, França   |
| Carlos Eduardo 1884 – 1954 |       | 19 de julho de 1884 Surrey, Reino Unido | Vitória Adelaide 11 de outubro de 1905          | 6 de março de 1954 (69 anos) Coburgo, Alemanha |

Duque de Clarence e St Andrews
| Duque                          | Duque | Nascimento                                 | Casamento                                      | Morte                                                  |
| ------------------------------ | ----- | ------------------------------------------ | ---------------------------------------------- | ------------------------------------------------------ |
| Guilherme Henrique 1789 – 1830 |       | 21 de agosto de 1765 Londres, Grã-Bretanha | Adelaide de Saxe-Meiningen 11 de julho de 1818 | 2 de dezembro de 1849 (84 anos) Berkshire, Reino Unido |

Duque de Clarence e Avondale
| Duque                     | Duque | Nascimento                                 | Casamento      | Morte                                                 |
| ------------------------- | ----- | ------------------------------------------ | -------------- | ----------------------------------------------------- |
| Alberto Vítor 1890 – 1892 |       | 8 de janeiro de 1864 Norfolk, Grã-Bretanha | — Não se casou | 14 de janeiro de 1892 (28 anos) Norfolk, Grã-Bretanha |